# Poitou
Poitou je historické území, bývalá francouzská provincie v západní Francii a bývalé hrabství (do 10. století hrabství Poitou, kde vládla hrabata z Poitiers). Území se rozkládá zhruba v prostoru dnešních departementů Deux-Sèvres, Vienne a Vendée s výjimkou okolí Loudunu, které patřilo k Anjou. Hlavním městem bylo Poitiers. Dělilo se na Horní Poitou (Haut-Poitou) a Dolní Poitou (Bas-Poitou).

## Poloha
Poitou na severu hraničilo s oblastí kolem Nantes, hrabstvím Anjou a Touraine, na východě s provincií Berry a Limousin a na jihu se Charente a Saintonge. Západní hranici tvořil Atlantský oceán. Území se dělilo na západní část rovinatou a až později osídlenou bažinatou část (Bas-Poitou) s centrum La Roche-sur-Yon a na historicky a kulturně významnější hornatou východní část (Haut-Poitou) s centrem v Poitiers.

## Historie

### Římská a franská doba
Po roce 293 patřila oblast do římské provincie Aquitania Secunda („Druhá Akvitánie“), vydělené z původní provincie Gallia Aquitania. Po stěhování národů patřilo území Vizigótům a po jejich porážce v bitvě u Vouillé roku 507 (poblíž Poitiers) Frankům. Svatý Warin z Poitou byl v 7. století zdejším místodržícím merovejských králů.

### Hrabství Poitou

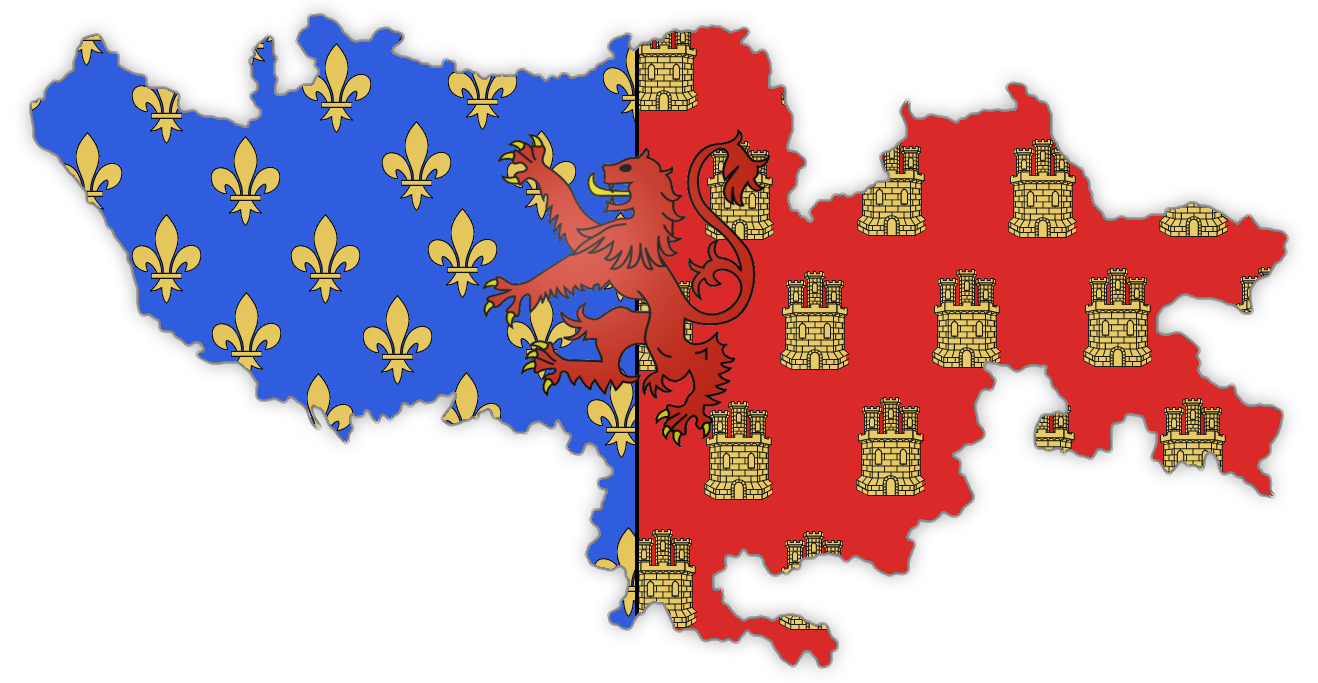
Znak hrabství Poitou na pozadí jeho území

Hrabství Poitou bylo díky své rozloze jedním z nejdůležitějších teritorií Franské říše Karlovců a patřila ke království Akvitánie. Nejmocnějšími vládci Akvitánie byli od 9. století vedle hrabat z Auvergne z rodu Wilhelmovců také Ramnulfovci, kteří hrabství Poitiers získali roku 839, ale až do roku 902 vedli o toto území spor s rodem Wilhelmovců, kteří byli úspěšnější i v držení titulu vévodů akvitánských. Teprve roku 927 se podařilo Ebalovi Manzerovi získat titul vévody akvitánského trvale pro rod Ramnulfovců, tedy v době, kdy konkurenční rod Wilhelmovců vymřel.
Hrabata z Poitou byli od 10. do 12. století jakožto vévodové akvitánští vedle svých rivalů z Toulouského hrabství nejmocnějšími knížaty v jihozápadní Francii a díky slabé moci raných kapetovských králů i faktickými suverény nad svými dominii. K rodu patřili po určitou dobu také křižáčtí panovníci v Levantě: antiochijská knížata (1163–1268), tripolská hrabata (1187–1289), kyperští králové (1217–1474) a tím také titulární jeruzalémští králové od roku 1268. Nejvýznamnějšími členkami rodu se však staly dvě ženy: Anežka z Poitou, římskoněmecká císařovna a regentka Říše v letech 1056–1062, a Eleonora Akvitánská, francouzská a poté anglická královna. Sňatkem Eleonory s Jindřichem Plantagenetem (1152), který se stal anglickým králem (1154), se Poitou spolu s Akvitánií dostalo pod správu Plantagenetů (viz Plantagenetská říše). V mocenském zápase francouzský král Filip II. August prohlásil sice v roce 1204 plantagenetské panství ve Francii za propadlé, ale až jeho syn Ludvík VIII. Poitou vojensky dobyl (1224). V pařížské smlouvě z roku 1259 anglický král Jindřich III. tuto ztrátu nakonec uznal.
Od rozpuštění historických provincií za Velké francouzské revoluce se název používá pouze jako geografické označení. Dnes je součástí názvu regionu Poitou-Charentes.

### Osel poitouský

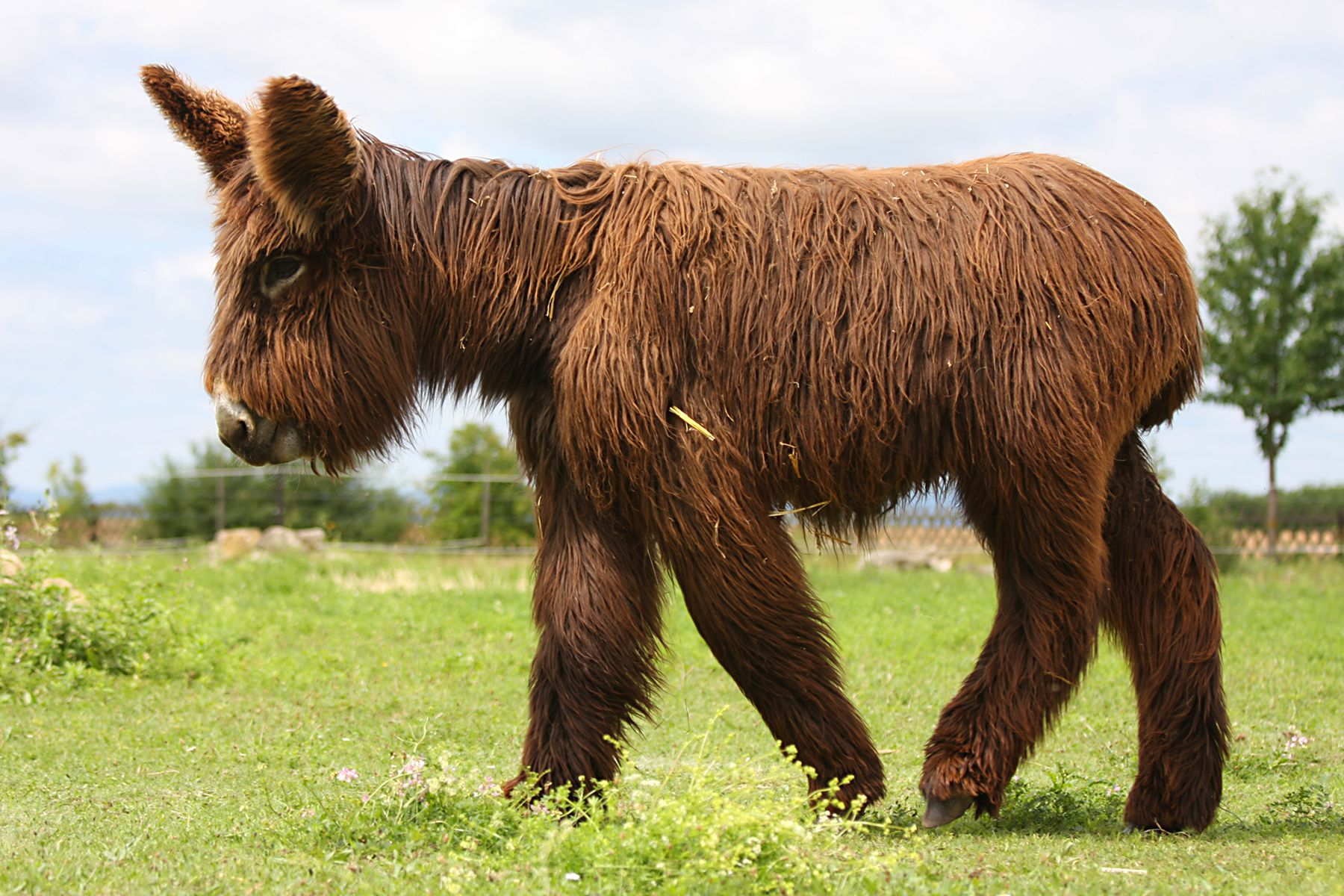
Roční oslice poitouská

V 17. století byla v kraji Poitou vyšlechtěna varieta mohutnějšího osla domácího, měřící v kohoutku až 155 cm, s hustou plstnatící srstí. Samci byli používáni k plození poitouských tažných mul.